# مورزینو یکم
مورزینو یکم (انگلیسی: 1st Murzino) یک شهرک در شهرستان خایبولینسکی استان باشقیرستان کشور روسیه است.